# Вайнона Эрп (телесериал)

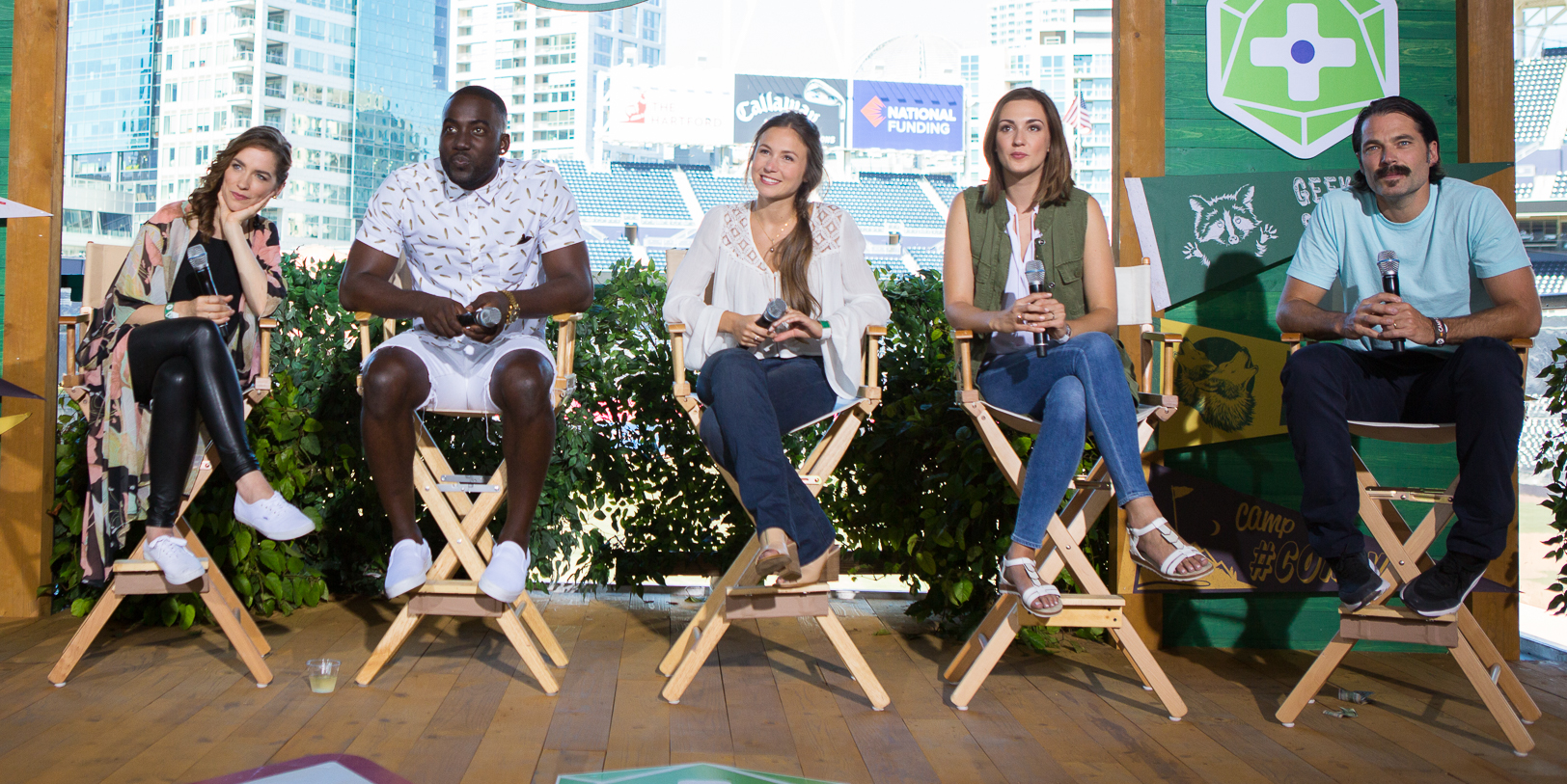
Основной актёрский состав на San Diego Comic-Con в Сан-Диего. Слева направо: Мелани Скрофано, Шамир Андерсон, Доминик Провост-Чалкли, Кэтерин Баррелл и Тим Розон.

«Вайнона Эрп» (англ. Wynonna Earp) — канадско-американский сериал в жанре фантастический вестерн, основанный на одноимённой серии комиксов Бо Смита, адаптированный для телевидения Эмили Андрас. Телеканал Syfy заказал 13 эпизодов в июле 2015. Съёмки начались в сентябре 2015, премьера на телеканале Syfy состоялась 1 апреля 2016. 23 июля 2016 во время панели «Вайноны Эрп» на San Diego Comic-Con было объявлено, что сериал продлён на второй сезон, который будет состоять из 12 эпизодов. 
22 июля 2017, президент IDW Entertainment Дэвид Озёр на собрании San Diego Comic-Con объявил, что сериал будет продлён на третий сезон и будет состоять из 12 серий. Премьера назначена на 2018 год.
21 июля 2018 года канал Syfy продлил сериал на четвёртый сезон, показ которого состоялся спустя два года, летом 2020-го. 5 февраля 2021 года телеканал Syfy закрыл телесериал после четырёх сезонов. Оставшиеся серии 4 сезона начнут выходить с 5 марта 2021 года.

## Сюжет
Вайнона Эрп, праправнучка легендарного стрелка Уайетта Эрпа, после долгих лет возвращается в родной город на похороны дяди, как раз в день своего 27-летия. Семейное проклятие, от которого она надеялась убежать, настигает её, и теперь ей предстоит отправить обратно в ад каждого из убитых Уайеттом 77 преступников, воскресающих с гибелью очередного наследника. Запертые в Треугольнике Призрачной реки, опасные преступники давно хотят снять заклятие и выбраться за его пределы, и остановить их может только наследница Эрпа. И начнёт Вайнона с той семерки, которая шестнадцать лет назад стала причиной гибели её отца и старшей сестры. Чтобы свершить свою вендетту, наследница начнёт работать на специальный отряд Чёрный жетон, занимающийся сверхъестественными делами, к которому также присоединится и младшая сестра Вайноны — Вэйверли, долгие годы искавшая способ снять семейное проклятие и навсегда отправить в ад всех восставших преступников. В этом деле сестрам поможет особенный кольт прапрадедушки, названный Миротворец, и проклятый бессмертием знаменитый напарник Уайетта Эрпа и лучший стрелок Дикого Запада — Джон Генри «Док» Холлидей.

## В ролях

### Основной состав
- Мелани Скрофано — Вайнона Эрп, праправнучка Уайетта Эрпа
- Шамир Андерсон — помощник маршала Ксавьер Доллс, специальный агент отряда Чёрный жетон
- Тим Розон — Джон Генри «Док» Холлидей, знаменитый напарник Уайетта Эрпа
- Доминик Провост-Чалкли — Вэйверли Эрп, младшая сестра Вайноны
- Кэтерин Баррелл — офицер Николь Хот, девушка Вейверли

### Второстепенный состав
- Майкл Эклунд — Бобо дель Рэй, лидер Восставших
- Грег Лосон — шериф Нэдли
- Наташа Григис — Гас
- Дилан Королл — Чэмп Харди, бывший парень Вейверли
- Анна Куик — юная Уилла Эрп
- Натали Крилл — Ева / Уилла Эрп
- Раиса Кондраки — Констанс Клути

## Производство
Съемки первого сезона проходили с 1 сентября 2015 по 12 февраля 2016 в Калгари, Альберта, Канада. Дидсбери, Альберта стал локацией для съемок маленького городка Чистилище.
Когда в 2019 появились сообщения о том, что сериал может не быть продлён на четвёртый сезон из-за проблем с финансированием, фанаты начали социальную компанию с целью спасти шоу, а также запустили рекламу сериала на билбордах на Таймс-сквер в Нью-Йорке. Звезда сериала Мелани Скрофано также поддержала фанатов, на свои деньги купив один из билбордов. В результате следующий сезон был запущен в производство.
Съёмки четвёртого сезона стартовали в начале января 2020 года в Калгари, однако затем были приостановлены из-за эпидемии коронавируса (COVID-19). Первый трейлер предстоящего сезона вышел только 26 июня, а показ первых шести эпизодов начался спустя месяц, 26 июля. Примерно тогда же начались съёмки оставшихся эпизодов.

## Трансляция на ТВ
Премьера сериала в Канаде состоялась на независимом канале CHCH-DT 4 апреля 2016. В Великобритании премьера состоялась на телеканале Spike 29 июля 2016.

## Критика
Сайт Rotten Tomatoes показал 81 % положительных оценок со средним рейтингом 64 из 10, основанных на отзывах 16 критиков. Metacritic дал сериалу средний балл 68 из 100, основанный на отзывах от 4 критиков.
Обозреватель журнала Variety Морин Райан назвала «Вайнону Эрп» одним из лучших сериалов 2017 года.

## Эпизоды
| Сезон | Сезон | Эпизоды | Оригинальная дата показа | Оригинальная дата показа |
| Сезон | Сезон | Эпизоды | Премьера сезона          | Финал сезона             |
| ----- | ----- | ------- | ------------------------ | ------------------------ |
|       | 1     | 13      | 1 апреля 2016            | 24 июня 2016             |
|       | 2     | 12      | 9 июня 2017              | 25 августа 2017          |
|       | 3     | 12      | 6 июля 2018              | 28 сентября 2018         |
|       | 4     | 12      | 26 июля 2020             | 9 апреля 2021            |

### Сезон 1 (2016)
| № | #  | Название                                                       | Режиссёр        | Сценарист                         | Дата показа в США | Рейтинг |
| --- | -- | -------------------------------------------------------------- | --------------- | --------------------------------- | ----------------- | ------- |
| 1 | 1  | «Purgatory» «Чистилище»                                        | Паоло Барзмен   | Эмили Андрас                      | 1 апреля 2016     | 0.80    |
| Праправнучка Уайатта Эрпа, Вайнонна Эрп, возвращается в Чистилище, чтобы присутствовать на похоронах своего дяди. Ее путешествие домой начинается с пропавшего пассажира и крика в ночи. Несмотря на предупреждение тети Гас, Вайнонна расследует смерть дяди и воссоединяется со своей младшей сестрой Вэйверли. Вейверли напоминает Вайнонне о семейном проклятии, которое она исследовала: Уайатт Эрп убил 77 преступников с помощью пистолета; теперь эти разбойники - Возвращенцы и они идут за Эрпами. Старшей сестре Уилле было суждено унаследовать способности Уайатта и пистолет "Миротворец", но после того, как она была похищена, наследницей становится Вайнонна. Её вербует агент Ксавьер Доллс, чтобы использовать пистолет Уайатта "Миротворец", дабы отправить Возвращенцев обратно в ад. Док Холлидей выбирается из своей тюрьмы после того, как Вайнонна неосознанно спасает его, и представляет себя ей как Генри. Вэйверли похищена группой Возвращенцев, но Вайнонна использует "Миротворец", чтобы спасти Вэйверли и отправить демонов обратно в ад. |    |                                                                |                 |                                   |                   |         |
| 2 | 2  | «Keep the Home Fires Burning» «Сбереги огонь домашнего очага»  | Эмили Андрас    | Рон Мерфи                         | 8 апреля 2016     | 0.65    |
| Используя имя "Генри", Док вступает в контакт с Эрпами и получает работу разнорабочего. Тем временем, лидер восставших демонов Бобо Дель Рэй требует, чтобы Док доказал свою верность, вызвав теневого убийцу, устранить наследницу. Между тем, Ксавьер обучает Вайнонну основам охоты на демонов, но она не особенно заинтересована в выполнении приказов. |    |                                                                |                 |                                   |                   |         |
| 3 | 3  | «Leavin' on Your Mind» «Полагаясь на твой разум»               | Рон Мерфи       | Брендон Йорк                      | 15 апреля 2016    | 0.64    |
| 4 | 4  | «The Blade» «Лезвие»                                           | Паоло Барзмен   | Джеймс Херст                      | 22 апреля 2016    | 0.57    |
| 5 | 5  | «Diggin' Up Bones» «Выкапывая кости»                           | Паоло Барзмен   | Шелли Скэрроу                     | 29 апреля 2016    | 0.64    |
| 6 | 6  | «Constant Cravings» «Неизменные пристрастия»                   | Бретт Салливан  | Александра Зароуни                | 6 мая 2016        | 0.55    |
| 7 | 7  | «Walking After Midnight» «Прогулка после полуночи»             | Бретт Салливан  | Эмили Андрас и Кейтлин Д. Фрайерс | 13 мая 2016       | 0.40    |
| 8 | 8  | «Two-Faced Jack» «Двуликий Джек»                               | Рон Мерфи       | Джеймс Херст                      | 20 мая 2016       | 0.57    |
| 9 | 9  | «Bury Me With My Guns On» «Закопайте меня с моими пистолетами» | Рон Мерфи       | Александра Зароуни                | 27 мая 2016       | 0.39    |
| 10 | 10 | «She Wouldn't Be Gone» «Она бы не ушла»                        | Питер Стеббингс | Брендон Йорк                      | 3 июня 2016       | 0.54    |
| 11 | 11 | «Landslide» «Блестящая победа»                                 | Питер Стеббингс | Джеймс Херст и Рамона Баркерт     | 10 июня 2016      | 0.52    |
| 12 | 12 | «House of Memories» «Дом воспоминаний»                         | Паоло Барзмен   | Александра Зароуни                | 17 июня 2016      | 0.53    |
| 13 | 13 | «I Walk the Line» «Я пересекаю линию»                          | Паоло Барзмен   | Эмили Андрас                      | 24 июня 2016      | 0.45    |

### Сезон 2 (2017)
| № общий | № в сезоне | Название                                                        | Режиссёр       | Автор сценария     | Дата премьеры | Произв. код | Зрители в США (млн) |
| ------- | ---------- | --------------------------------------------------------------- | -------------- | ------------------ | ------------- | ----------- | ------------------- |
| 14      | 1          | «Steel Bars and Stone Walls» «Стальные прутья и каменные стены» | Бретт Салливан | Эмили Андрас       | 9 июня 2017   | 201         | 0.46                |
| 15      | 2          | «Shed Your Skin» «Сбрось Свою Кожу»                             | Бретт Салливан | Александра Зароуни | 16 июня 2017  | 202         | 0.57                |
| 16      | 3          | «Gonna Getcha Good» «Ты будешь хороша»                          | Рон Мерфи      | Брендон Йорк       | 23 июня 2017  | 203         | TBA                 |
| 17      | 4          | «She Ain't Right» «Она не права»                                | Рон Мерфи      | Рамона Брэкерт     | 30 июня 2017  | 204         | TBA                 |
| 18      | 5          | «Let's Pretend We're Strangers»                                 | Неизвестно     | Неизвестно         | 7 июля 2017   | 205         | TBA                 |
| 19      | 6          | «Whiskey Lullaby»                                               | Неизвестно     | Неизвестно         | 14 июля 2017  | 206         | TBA                 |
| 20      | 7          | «Everybody Knows»                                               | Неизвестно     | Неизвестно         | 21 июля 2017  | 207         | TBA                 |

### Сезон 3 (2018)
| № общий | № в сезоне | Название | Режиссёр | Автор сценария | Дата премьеры | Произв. код | Зрители в США (млн) |
| ------- | ---------- | -------- | -------- | -------------- | ------------- | ----------- | ------------------- |

### Сезон 4 (2020)
| № общий | № в сезоне | Название | Режиссёр | Автор сценария | Дата премьеры | Произв. код | Зрители в США (млн) |
| ------- | ---------- | -------- | -------- | -------------- | ------------- | ----------- | ------------------- |